# FibreTigre
FibreTigre, né le 20 juin 1978, est un auteur français spécialiste de la fiction interactive, travaillant dans différents domaines comme les livres-jeux, le jeu de rôle, la bande dessinée et les jeux vidéo. Il a notamment créé le jeu vidéo Out There, l'émission Game of Rôles et le jeu de rôle Aria.

## Biographie
FibreTigre vit son enfance et son adolescence à Toulon,. A l'âge de 7 ans, il reçoit un kit d'initiation au jeu de rôle sur table L'Œil noir. 
Après une classe préparatoire, il reçoit une formation initiale d'ingénieur en bâtiment à l'ESTP à Paris, domaine d'activité de son grand-père, mais qui ne le passionne pas. Cependant, il en gardera le goût pour les mathématiques,.  
Pendant sa deuxième année d’école d’ingénieur, il crée une première start-up autour des années 2000, puis plusieurs qui sont des échecs. 
En parallèle de son premier emploi, il commence à écrire de la fiction interactive, des livres dont vous êtes le héros, puis commence à en faire son activité principale vers 2011. C'est à cette époque qu'il prend le pseudonyme de FibreTigre, choisi aléatoirement à la création de son compte Xbox, pour tourner la page avec son ancienne vie et pour être facilement référencé par Google,,. 
Il est aujourd'hui installé à Bar-le-Duc. 

### Émissions
Jusqu'en 2019, FibreTigre est chroniqueur pour le podcast Studio 404. Il anime également le podcast Trajectoires sur les mathématiques.
Il est responsable du label Fiqtion chez Qualiter dont les premières fictions audio sont Siduri et Ornain,[source secondaire souhaitée]. Il participe également au podcast Quête latérale, consacré aux jeux vidéo et présenté par Ken Bogard,.
En 2018, FibreTigre crée et scénarise la série humoristique Banlieue et Sortilèges avec les acteurs Orféo Campanella, Laurent Evuort, Lionel Laget et Loïc Legendre,
En 2020, il lance un actual play en partenariat avec Le Figaro : Premier Rôle, avec la participation de Damien Coltice de Black Book Éditions et utilisant les règles de Chroniques Oubliées Fantasy,.

#### Game of Rôles
FibreTigre est connu pour être le créateur de l'émission Game of Rôles qu'il anime et scénarise depuis 2018. Ce jeu de rôle en direct et interactif est initialement diffusée sur la JVTV puis sur LeStream, il est désormais produit par Gozulting et diffusé sur la chaîne Twitch de mistermv. L'émission réunit entre 10 000 et 20 000 spectateurs lors de chaque diffusion.
Le jeu prend place dans le monde d'Aria. En 2020, un financement participatif sur Ulule permet de réunir 356 231 euros de la part de 2 406 contributeurs afin de décliner l'univers en jeu de rôle papier, un record pour un projet francophone de ce type. Le projet se concrétise sous la forme d'une série de livres intitulée Aria pour lesquels FibreTigre est coauteur et qui sortent l'année suivante.

### Carrière dans le jeu vidéo
FibreTigre est spécialisé dans la création de fiction interactive, prenant souvent la forme de jeux textuels sur navigateur,.
En 2014 sort Out There, le premier jeu vidéo qu'il conçoit et scénarise. A partir de 2015, il développe le jeu vidéo Maspero Blue, une fiction interactive minimaliste de survie et d'exploration, dont le développement est régulièrement diffusé en direct sur Twitch .
Depuis 2016, il écrit la narration de The Beautiful Walk, un site Internet où chaque utilisateur progresse sur un trajet autour du monde en fonction du podomètre de son appareil connecté (comme un téléphone portable) et où des aventures textuelles interactives se produisent à intervalles réguliers, concernant divers points autour du monde . Le service est suspendu en septembre 2023 faute de moyens techniques et financiers pour gérer les nombreux utilisateurs du site, mais FibreTigre continue à en écrire le scénario en planifiant un retour du jeu dans une version payante.
En 2018, il développe One Family, fiction interactive qui raconte les évolutions civilisationnelles et les migrations de population en suivant une famille ordinaire entre l'an -4000 et l'an 2000, laissant le joueur influer ses choix de vie. La même année, il fait partie du jury des Ping Awards, et fait par ailleurs partie de la commission du Fonds d'aide au jeu vidéo du Centre national du cinéma et de l'image animée en 2018 et 2019,.
En 2019, il est le concepteur principal du jeu Sigma Theory: Global Cold War, seconde collaboration avec le studio Mi-Clos après Out There. 
En 2020, il publie le site internet Un monde meilleur ?, autre jeu textuel en ligne basé sur le concept de l'uchronie où le joueur peut modifier le déroulement de l'histoire de l’humanité en changeant successivement des événements prédéfinis et en voyant les différentes conséquences que ces événements causent, notées par un système de karma. Le jeu remporte le prix spécial ActuSF de l'uchronie en 2020,.

### Autres créations
En 2019, FibreTigre collabore avec l'artiste contemporain Thibault Brunet sur l'installation vidéo Strates dans l'exposition Points of View au Cercle Cité (Luxembourg)[source secondaire souhaitée]. Il collabore de nouveau avec l'artiste pour l'exposition One Family à la Mission Gallery de Swansea où est exposé son jeu éponyme.
Il a également conçu et scénarisé les jeux d'évasion grandeur nature La Pièce et L'Odyssée de la pièce situés à Paris et été consultant pour l'expérience Holoforge de l'institut Henri-Poincaré.

### Livres-jeux

#### Trilogie
Les premières versions de la trilogie de livres-jeux publié avant 2010 n'indique pas FibreTigre comme auteur mais JB. Ce n'est que lors de la réédition en 2021 par Elder Craft que les livres sont signés FibreTigre.

##### Première édition
- JB, Sombres Ressacs, Ginko, 2007, 246 p. (ISBN 978-2-9525210-4-8)
- JB, Terres ardentes, Ginko, 2008, 252 p. (ISBN 978-2-9525210-5-5)
- JB, Radiance céleste, Ginko, 2009, 424 p. (ISBN 978-2-9525210-6-2)

##### Seconde édition
- FibreTigre, Aria - Sombres Ressacs, Elder-Craft, 2021, 224 p. (ISBN 978-2-38024-014-6)
- FibreTigre, Aria - Terres ardentes, Elder-Craft, 2021, 240 p. (ISBN 978-2-38024-014-6)
- FibreTigre, Aria - Radiance céleste, Elder-Craft, 2021, 416 p. (ISBN 978-2-38024-014-6)

#### Autre
- FibreTigre, Le Chant des oubliés : Un livre dont vous êtes le héros, Le Havre, Franciscopolis éditions, 2015, 100 p. (ISBN 978-2-9544208-9-9) en collaboration avec Fanette Mellier dans le cadre d'une résidence à la Villa Médicis[33]

### Jeu de rôle
- Aria
  - FibreTigre, Aria : La Guerre des deux royaumes, Pantin, Elder Craft, 2021, 416 p. (ISBN 978-2380240092)
  - FibreTigre, Aria : La Couronne, le Sceptre, et l'Orbe, Pantin, Elder Craft, 2021, 416 p. (ISBN 978-2380240108)
  - FibreTigre, Aria : Préludes, Pantin, Elder Craft, 2021, 96 p. (ISBN 978-2380240214)
  - FibreTigre, Aria : Voyage en Osmanlie, Pantin, Elder Craft, 2021, 224 p. (ISBN 978-2380240146)
  - FibreTigre, Aria : Le Livre des petites Magies, Pantin, Elder Craft, 2021, 80 p. (ISBN 978-2380240153)
- Out There
  - FibreTigre, Jean-Baptiste Lullien et Sébastien Moricard (ill. Benjamin Carré), Out There : L'exil, Elder Craft, 2021 (ISBN 978-2380240269)
- Autres univers
  - FibreTigre et Jean-Baptiste Lullien, STARS : La Grande Route, Elder Craft, 2021 (ISBN 978-2380240191)
  - FibreTigre et Céline Rafron, Hydre - Chasseur de Monstres, Elder Craft, 2023 (ISBN 978-2380240382)
  - FibreTigre et Vincent Istria, 1979 : sceau dans l'inconnu, Elder Craft, 2023 (ISBN 9782380240399)

### Livres jeunesse
- FibreTigre et Floriane Ricard, Renard à vélo, Paris, Rue de l'échiquier, 2016, 242 p. (ISBN 978-2-37425-042-7)
- FibreTigre et Floriane Ricard, Renard et l'argent gratuit, Paris, Rue de l'échiquier jeunesse, 2017 (ISBN 978-2-37425-079-3)
- FibreTigre et Floriane Ricard, Renard sauve son vélo, Paris, Rue de l'échiquier jeunesse, 2015 (ISBN 978-2-37425-079-3)
- FibreTigre et Floriane Ricard, Renard se jette à l'eau, Paris, Rue de l'échiquier jeunesse, 2015, 36 p. (ISBN 978-2-37425-100-4)

### Bandes dessinées
- Le Ruban bleu, dessin de Aseyn (blog BD, publié quotidiennement d'avril à octobre 2013)
- Intelligences artificielles : Miroirs de nos vies, scénario avec Arnold Zephir, dessin d'Héloïse Chochois, 2019, Delcourt coll. Octopus  (ISBN 978-2-413-01314-3)
- Out There: Codex, avec Michaël Peiffert, dessin de Benjamin Carré, 2019, Delcourt hors collection  (ISBN 978-2-413-00229-1)
- William Lafleur, FibreTigre et Dario Tallarico, Chroniques des Mondes d'Aria, Glénat, 2024 (ISBN 978-2-344-05999-9)
- William Lafleur, FibreTigre et Aurélien Delauzun, La cité d'Aria - le couronnement, Makaka éditions, 2024 (ISBN 9782367960173)

## Jeux vidéo
- 2014 : Out There
- 2015 : Out There: Ω Edition
- 2016 : The Beautiful Walk
- 2016 : The Beautiful Ride
- 2016 : Out There Chronicles : Épisode 1
- 2017 : Maspero Blue
- 2018 : Out There Chronicles : Épisode 2
- 2018 : One Family
- 2019 : Eugenics
- 2019 : Sigma Theory: Global Cold War
- 2019 : Out There: Ω - The Alliance
- 2020 : Un monde meilleur ?[34]
- 2021 : Firebird
- 2022 : Antioch : Scarlet Bay
- 2024 : Les Mondes d'Aria

## Distinctions
- 2020 : Prix ActuSF de l'uchronie pour le simulateur Un monde meilleur ?[27],[28]
- 2020 : Mention spéciale aux Trophées Tangente pour Intelligences artificielles : Miroirs de nos vies[35]
- 2022 : Prix du meilleur livre-jeu au Festival international des jeux pour la trilogie Aria -Voyage en Osmanlie[36]